# Marianowo (województwo zachodniopomorskie)
Marianowo (do 1945 niem. Marienfließ) – wieś w Polsce, położona w województwie zachodniopomorskim, w powiecie stargardzkim, w gminie Marianowo.
Wieś położona jest 15,5 km na północny wschód od Stargardu, na wschodnim krańcu Równiny Nowogardzkiej, nad Jeziorem Marianowskim.
Siedziba gminy Marianowo.
W latach 1954–1972 wieś należała i była siedzibą władz gromady Marianowo. W latach 1975–1998 wieś administracyjnie należała do województwa szczecińskiego.

## Prehistoria
W epoce żelaza (okres VII–III w. p.n.e.) na terenie niemal całej Polski powstawały kultury archeologiczne grobów skrzynkowych (pomorska) i urn twarzowych (zob. sztuka pradziejowa na terenach Polski). 

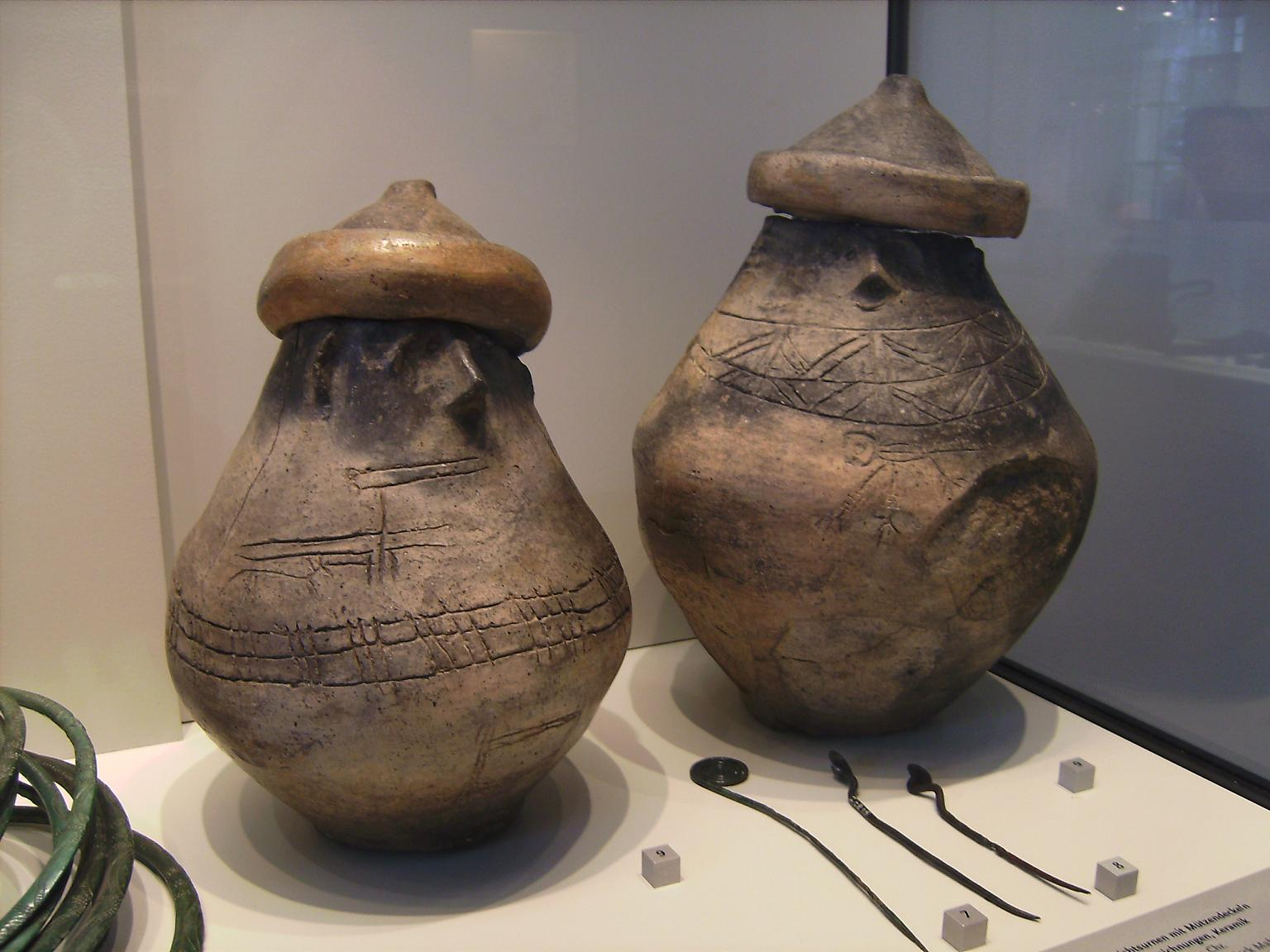
Urny twarzowe

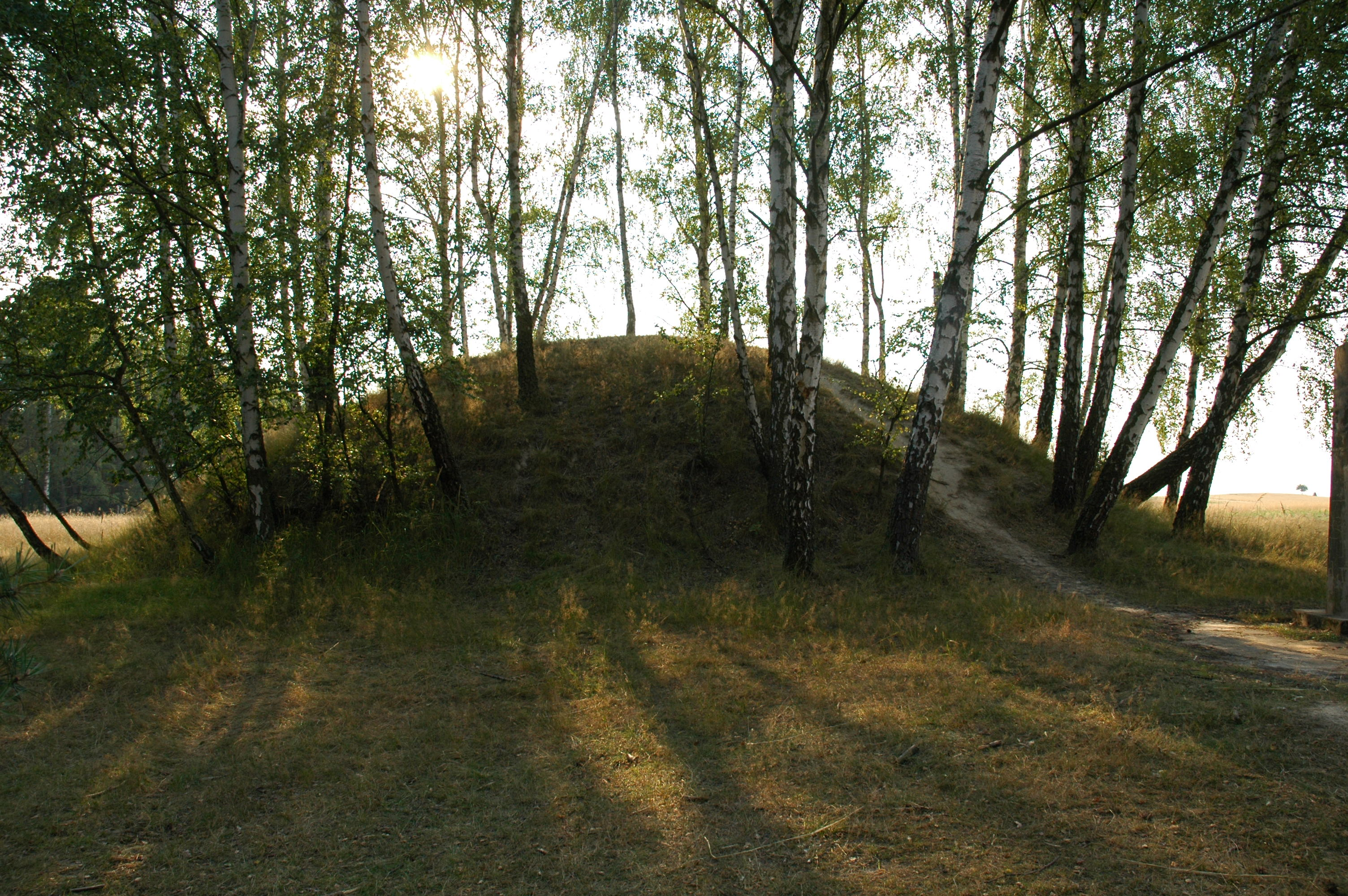
Jeden z „kurhanów książęcych” kultury przeworskiej (Przywóz)

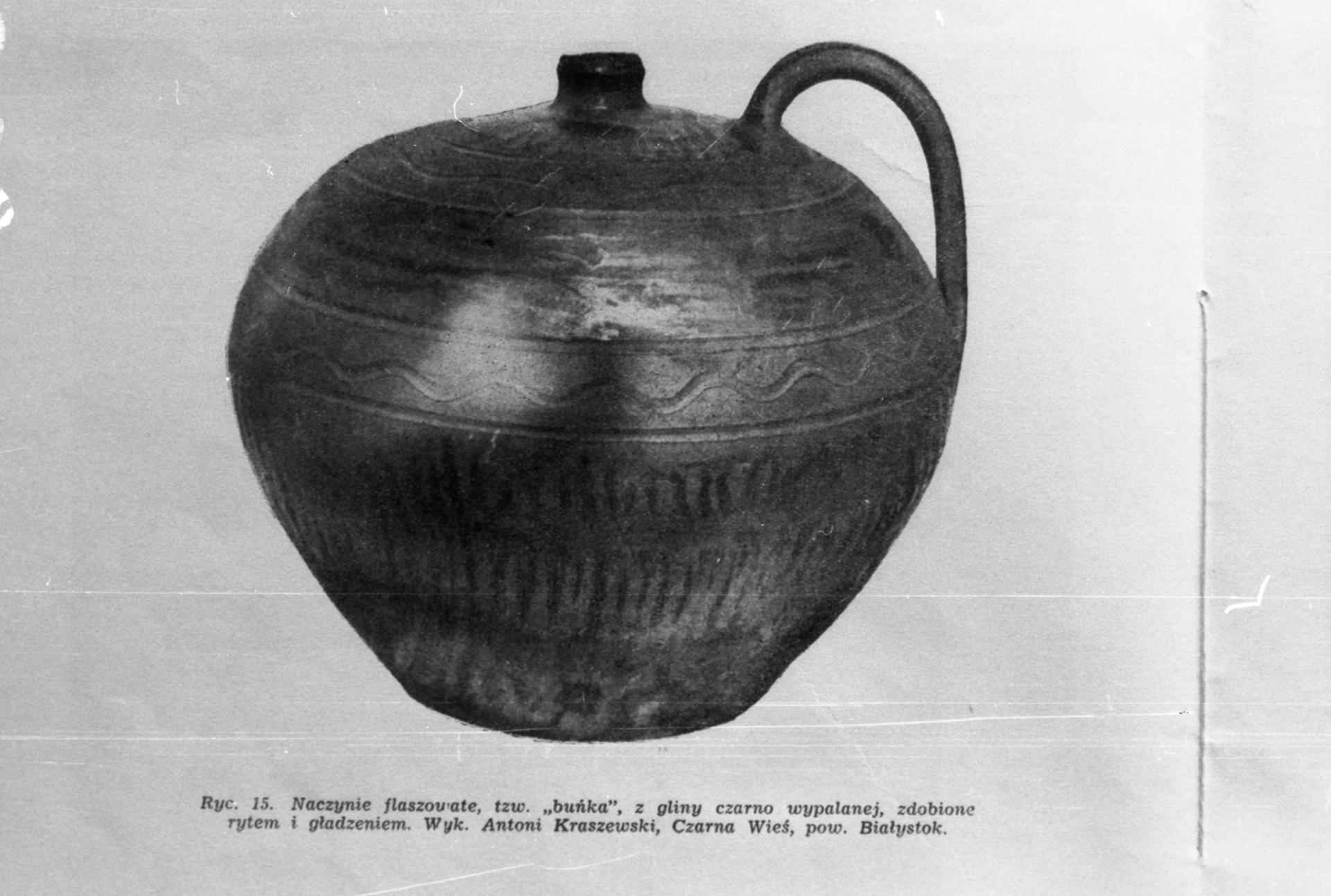
Naczynie flaszowate

Na przełomie III i II w. p.n.e. w miejsce kultury pomorskiej i kultury grobów kloszowych powstały kultury przeworska i oksywska. Oprócz tego na ziemiach polskich występowały: 
– kultura kurhanów zachodniobałtyjskich (północno-wschodnia Polska)
– dwie grupy kultury jastorfskiej: nadodrzańska (Pomorze Zachodnie) i gubińska (część Dolnego Śląska i Łużyce)
W Marianowie pierwszego istotnego odkrycia archeologicznego (cmentarzysko ludności kultury jastorfskiej) dokonano przypadkowo, w czasie karczowania lasu (1934). Pierwsza zachowana informacja na temat serii kolejnych odkryć pochodzi z listopada 1934. W piśmie z biura budowy autostrad w Eberswalde (Reichsautobahnen Bauabteilung) do Ottona Kunkela (dyrektora Pommersches Landesmuseum w Szczecinie) wspominano lakonicznie o „bogatym stanowisku”, na którym już wcześniej znajdowano zabytki sugerujące istnienie cmentarzyska. Korespondencja budzi przypuszczenie, że istniał związek prowadzonych badań archeologicznych z przygotowaniami dokumentacji autostrady Berlinka. Uczestnikiem badań był m.in. Hans Jürgen Eggers (1906–1975), niemiecki archeolog pracujący od 1931 w Museum für Vor- und Frühgeschichte w Berlinie, a od 1933 w Provinzialmuseums Pommersche Altertümer (Prowincjonalne Muzeum Pomorskich Starożytności) w Szczecinie (później był kustoszem w Pommerschen Landesmuseum w Szczecinie). 

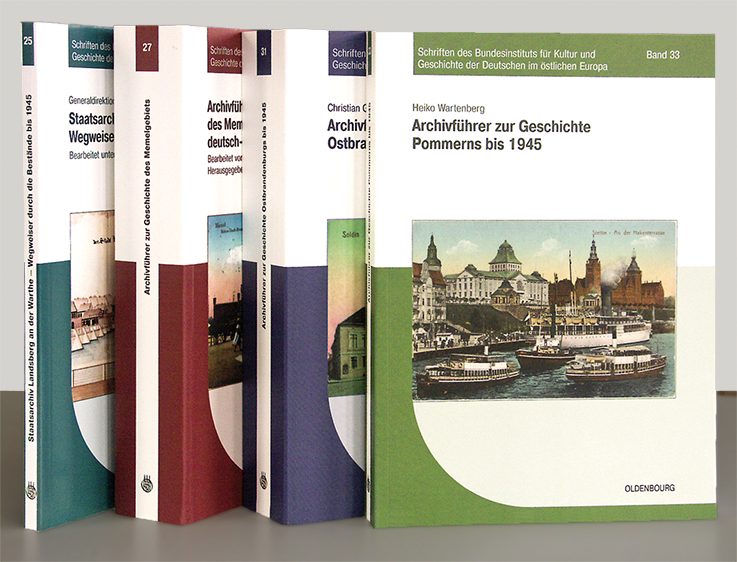
Przykłady publikacji BKGE nt Archivführer zur Geschichte Pommerns bis 1945

Po II wojnie światowej Eggers nawiązał liczne naukowe kontakty międzynarodowe m.in. z polskimi archeologami „Ziem Odzyskanych” (zob. zakres działalności Federalnego Instytutu Kultury i Historii Niemiec Wschodnich (BKGE). 
Wielokrotnie podróżował do Polski, zatrzymując się w Poznaniu, Szczecinie i w Gdańsku. Opracował cenioną książkę „Einführung in die Vorgeschichte” (wprowadzenie do prehistorii), kierował redakcją Baltische Studien.  
Specyfika cmentarzyska w Marianowie (stanowisko wielowarstwowe) uczyniła ją stanowiskiem eponimicznym. Wprowadzono pojęcie „faza marianowska”. Tradycję kultury jastorfskiej reprezentują tu głównie zabytki metalowe, w tym biżuteria (zausznice żaglowate z brązu, szpila typu Bombenkopfnadel, trójramienna klamra do pasa i in.). W ceramice obserwowano wpływy kultury pomorskiej w postaci naczyń ze zredukowanym ornamentem twarzowym lub naczynia flaszowatego oraz elementy kultury łużyckiej np. naczynie beczułkowate i smukły puchar. Badania cmentarzyska kontynuowano po II wojnie światowej. Opublikowano m.in. prace:
- Bartłomiej Rogalski: Cmentarzysko w Marianowie i problem fazy marianowskiej w: Między kulturą łużycką a pomorską. Przemiany kulturowe we wczesnej epoce żelaza, red. M. Fudziński, H. Paner. Gdańsk 2010 (s. 135-152)
- Ryszard Wołągiewicz, Cmentarzysko w Marianowie i problem schyłkowej fazy kultury łużyckiej na Pomorzu w: Problemy kultury łużyckiej na Pomorzu, red. T. Maliński. Słupsk 1989, s. 307-321) i inne publikacje tegoż autora), m.in. „Lubieszewo, Materiały do studiów nad kulturą społeczności Pomorza Zachodniego w okresie od IV w. p.n.e. do I w. n.e.” (zob. też historia Lubieszewa, książęce groby grupy lubieszewskiej w Lubieszewie).

## Historia

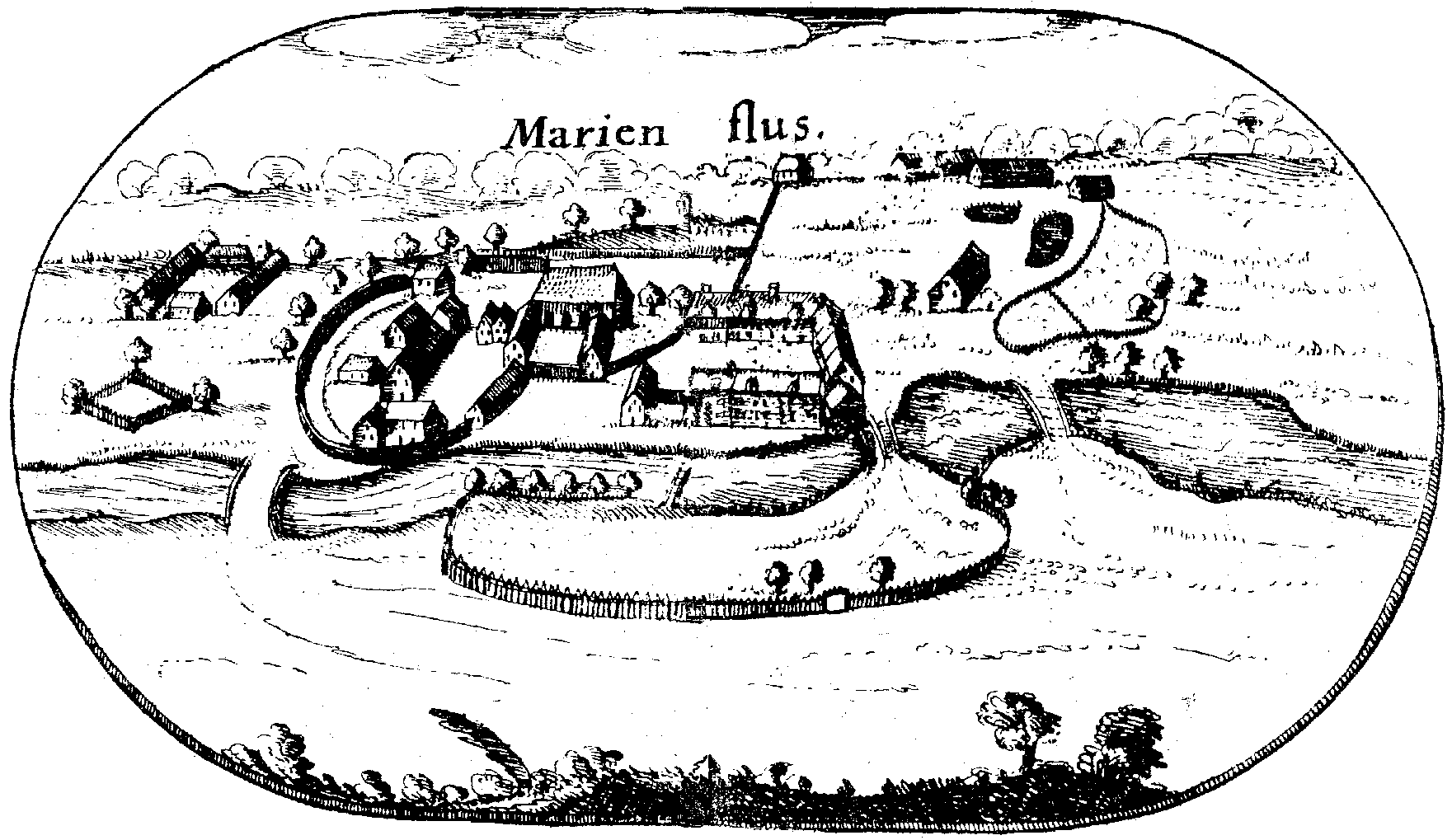
Rycina Marianowa z Wielkiej Mapy Księstwa Pomorskiego

Początki historii wsi sięgają XIII wieku. W 1248 roku książę szczeciński Barnim I ufundował tu klasztor cysterek nad strumieniem św. Marii. Po wprowadzeniu reformacji klasztor został przekształcony w dom pobytu dla pomorskich szlachcianek (wdów, sierot, panien). W domu tym przez 15 lat przebywała Sydonia von Borck. Była postacią kontrowersyjną, skrzywdzoną przez rodzinę, która pozbawiła ja prawa do majątku rodzinnego. Została posądzona o czary i rzucenie klątwy na ród Gryfitów. Po długim procesie została skazana na ścięcie, a potem spalona na stosie w 1620.
Likwidacja klasztoru w XVI w. spowodowała stagnację rozwoju wsi. Również XVII w. nie był dla Marianowa korzystny (wieś ucierpiała w wyniku wojny trzydziestoletniej). Dopiero w XIX w. nastąpił rozwój wsi. Zbudowano wówczas nowoczesny młyn wodny nad Jeziorem Marianowskim. We wsi powstało wiele nowych, murowanych domów, w tym m.in. budynek poczty. W 1895 Marianowo uzyskało połączenie kolejowe (wąskotorowe) ze Stargardem.
Przez wieś przebiega czerwony Szlak Hetmana Stefana Czarnieckiego ze Stargardu do Recza, oraz szlak cysterski.
Do sołectwa Marianowo należy Mariankowo, osada położona na północny wschód od Marianowa, przy drodze do Lisowa, powstała w 1825.

## Zobacz też

Galeria
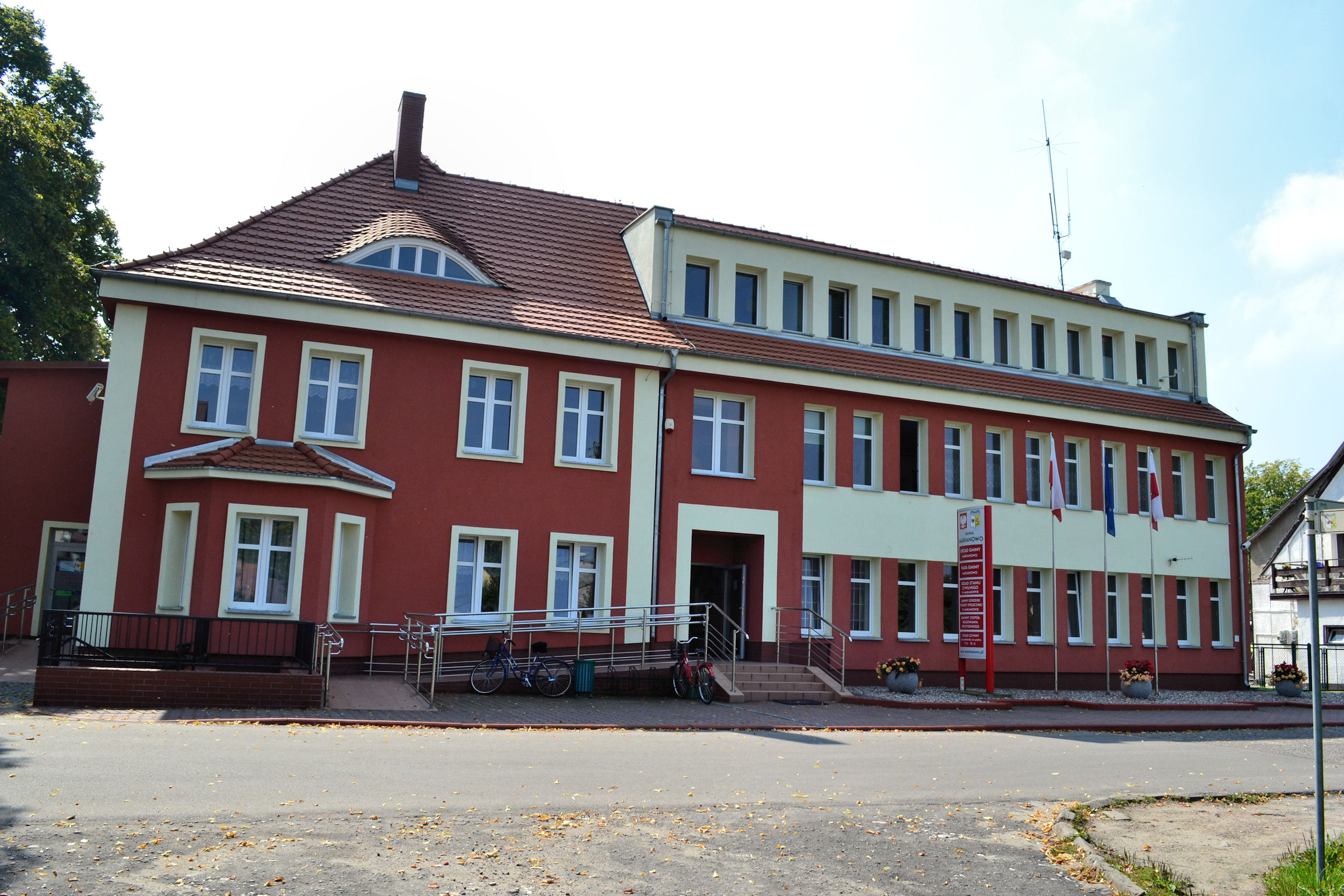
Gmach Urzędu Gminy
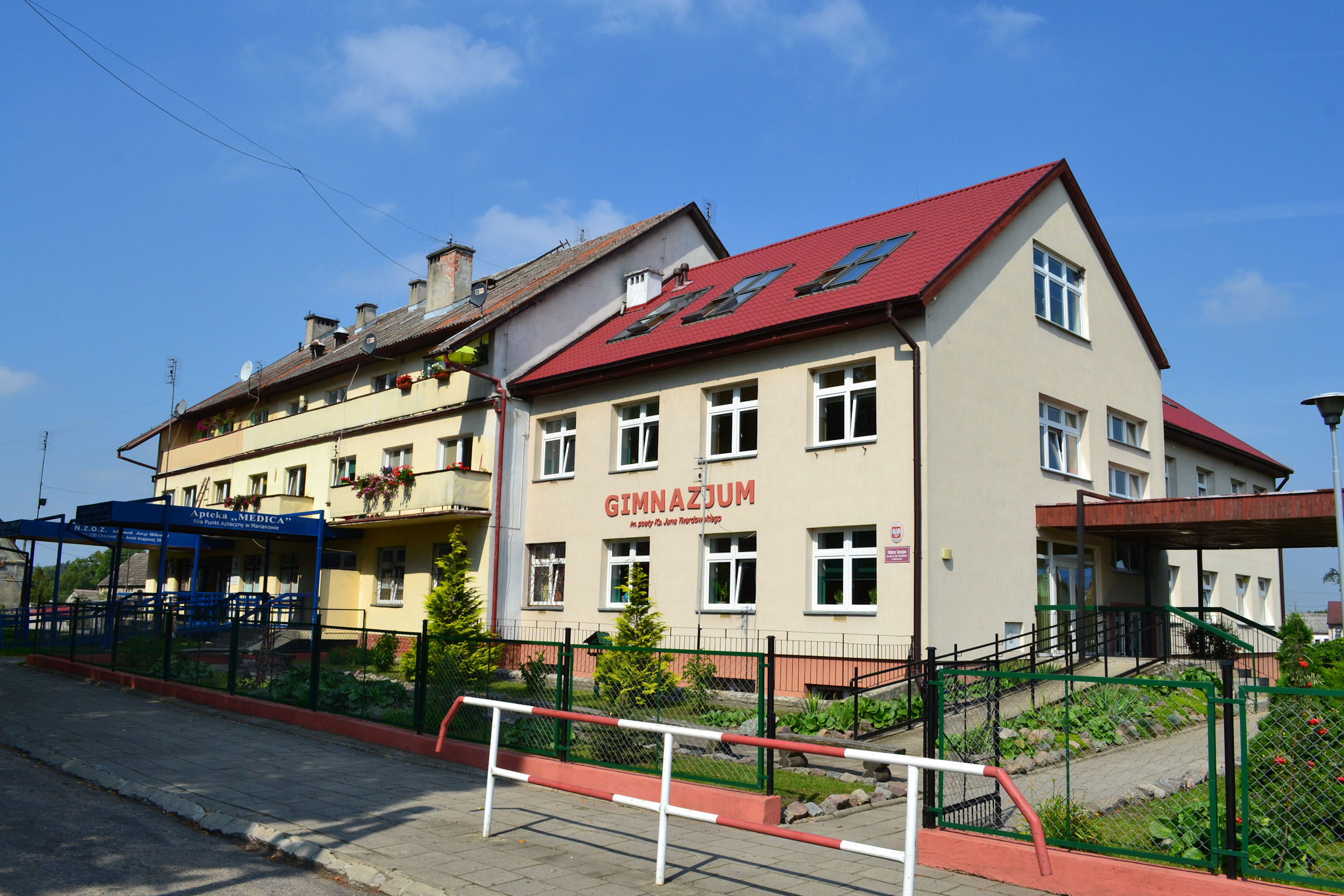
Gmach Gimnazjum
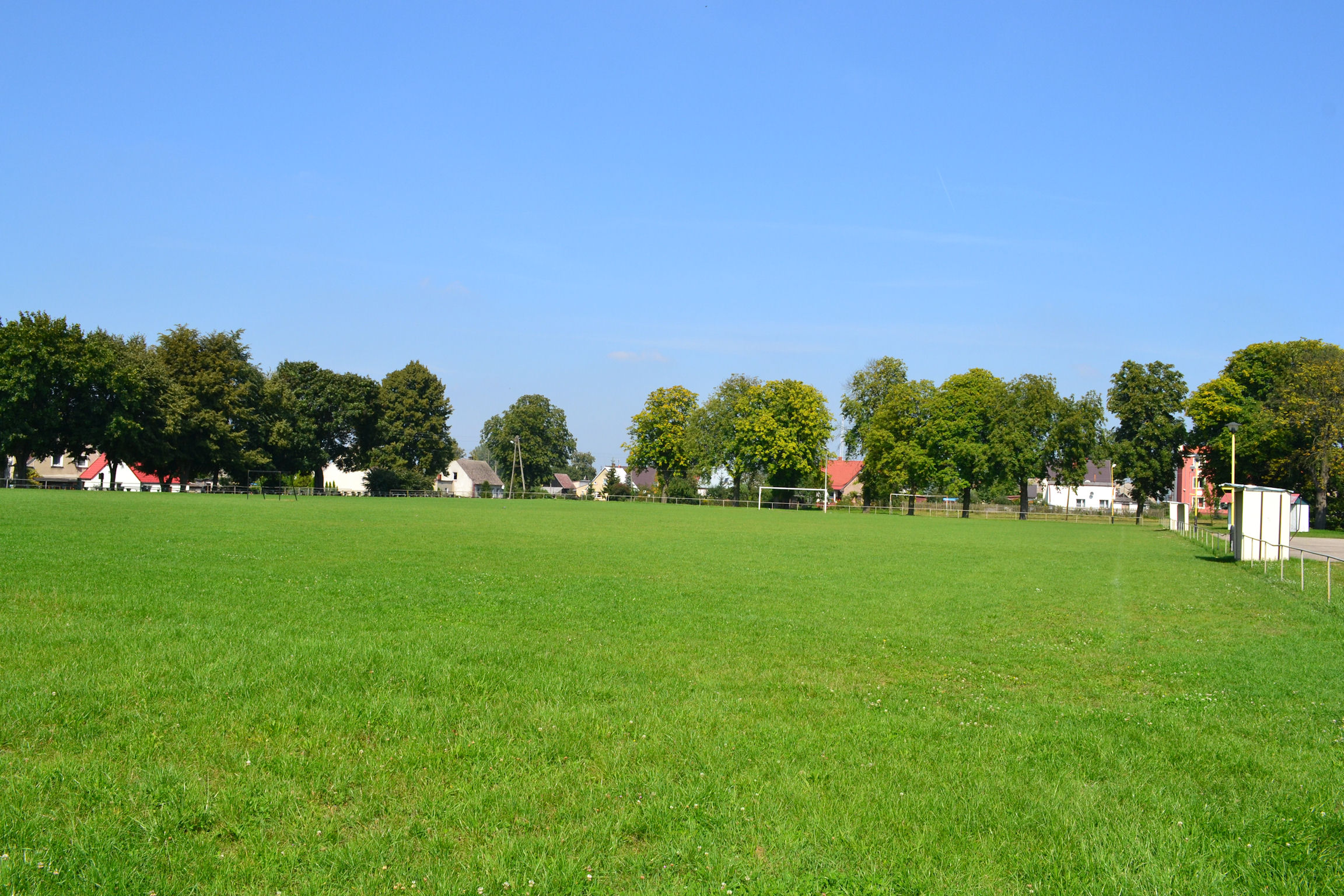
Boisko sportowe
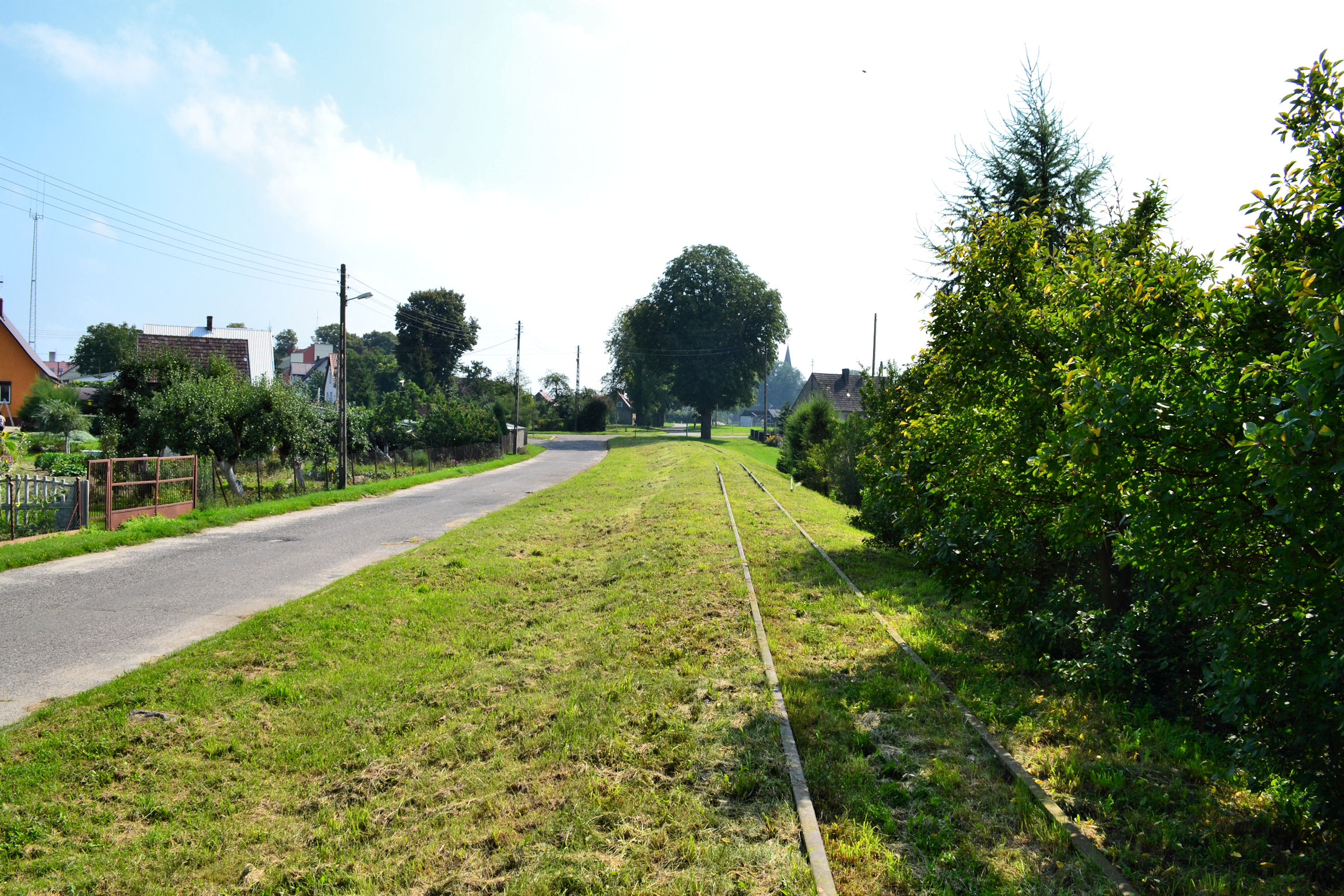
Tory kolejki wąskotorowej